# Тодд Хайзінга
Тодд Хайзінга (народився 24 серпня 1957 р.) — колишній дипломат США, старший науковий співробітник Європейського інституту релігійної свободи та член консультативної ради Центру політики безпеки.

## Раннє життя
Тодд Хайзінга має ступінь бакалавра в галузі музики та німецької мови в коледжі Келвіна коледжі Келвіна та ступінь магістра німецької мови та літератури в Університеті Вісконсину-Медісон.

## Кар'єра
Як дипломат США з 1992 по 2012 роки Хайзінга служив у Люксембурзі, Німеччині, Мексиці, Ірландії та Коста-Риці. Він двічі служив у місії США при Європейському Союзі в Брюсселі. У Вашингтоні (округ Колумбія) він працював у Бюро з європейських справ Державного департаменту США. Володіє німецькою, нідерландською, іспанською та французькою мовами,.
Перебуваючи на посаді офіцера зі зв’язків з громадськістю в Генеральному консульстві США в Монтерреї (Мексика) він допоміг заснувати організацію Двонаціональний центр у Техаському міжнародному університеті A&M, яка обслуговує громадські організації та займається економічним розвитом у прикордонному регіоні США та Мексики.
У 2013 році Хейзінга разом із голландським партнером заснували Трансатлантичну християнську раду (TCC), яка сприяє ідеям обмеженого уряду, вільного ринку, свободи особистості та громадянським чеснотам по обидва боки Атлантики. Тодд Хайзінга був виконавчим директором американського офісу TCC до 2018 року та президентом організації-правонаступниці, Центру трансатлантичного оновлення, до 2021 року. Він часто виступає доповідачем з міжнародних питань в університетах, парламентах, аналітичних центрах та громадських організаціях в США та за кордоном. Зокрема Тодд Хайзінга у 2020 році відвідав Український католицький університет і прочитав лекцію на тему «Дональд Трамп і консерватизм у двадцять першому столітті».
У 2014–2016 роках Тодд Хайзінга був директором міжнародного інформаційного центру Інституту Актона в Гранд-Рапідс (штат Мічиган).
У 2013–2017 роках був старшим науковим співробітником Інституту дослідження християнства та політики Пола Б. Генрі.

## Погляди
У багатьох своїх працях Тодд Хайзінга пише про ЄС як основного у світі промоутера глобального управління, в якому нації об’єднують свій суверенітет у наднаціональні організації, фактично поступаючись ключовими повноваженнями тим організаціям, які функціонуватимуть багатьма способами незалежно від їх держав-членів. Тодд стверджує, що нації повинні зберігати свою відмінну національну ідентичність і проводити зовнішню політику мирного міжнародного співробітництва між суверенними державами. Він стверджує, що постмодерна політика є небезпечною через неприйняття нею ідеї об’єктивної істини шляхом поширення ідей політики ідентичності та політичної коректності. Тодд Хайзінга переконаний, що більшість постмодерних ідей укорінені в перевизначенні свободи як права кожної особистості чи групилюдей визначати «свою власну істину». А коли свобода більше не ґрунтується на прихильності до об’єктивної істини, авторитетної для всіх, вона втрачає свою раціональну основу, впевнений Хайзінга.

## Нагороди
Тодд Хайзінга отримав сім нагород за дипломатичну роботу, а також був нагороджений за головну участь уряду США в Мюнхенській конференції з безпеки 2011 року.

## Книги
-- (2016). Нова тоталітарна спокуса: глобальне управління та криза демократії в Європі (оригінальна назва «The New Totalitarian Temptation: Global Governance and the Crisis of Democracy in Europe»), New York: Encounter Books. ISBN 1594037892; ISBN 978-1594037894
-- (2017). Чого Європа може навчитися у Трампа: криза старого континенту та нової Америки (оригінальна назва «Was Europa von Trump lernen kann: Die Krise des alten Kontinents und das neue Amerika»), Berlin: Vergangenheitsverlag.

## Інші публікації
– (2022) Релігія та безпека у світових справах: етичний вимір (оригінальна назва «Religion and Security in World Affairs: The Ethical Dimension»), Інститут релігійної свободи, 11 лютого 2022;
– (2022) Німецьке економічне диво: для 21-го століття: епоха планового капіталізму (оригінальна назва «Wirtschaftswunder for the 21st Century: The Age of Planned Capitalism»), видання «Європейський консерватор», 25 січня 2022;
– (2021) Чи справедливо називати це «кліматичною істерією»? (оригінальна назва «Is It Fair to Call It "Climate Hysteria"?»), видання «Європейський консерватор», 20 серпня 2021;
– (2021) Жорстка правда для консерваторів (оригінальна назва «Hard Truths for Conservatives»), видання «Європейський консерватор»,  питання 19, літо 2021;
– (2021) Перевірка дій Байдена щодо прав ЛГБТ (оригінальна назва «Examining Biden’s Executive Action on LGBT Rights»), видання «Real clear religion», 25 лютого 2021;
– (2020) Політика щодо біженців, релігійна свобода набагато більше, ніж політика (оригінальна назва «Refugee Policy, Religious Freedom Are Much Bigger Than Politics»);
– (2020) Зірковий гість Тод Хейзінга: американці не хочуть нової Америки (оригінальна назва «Gastspiel Todd Huizinga: Amerikaner wollen kein neues Amerika»), Denken erwünscht – der Kelle-Blog, 26 листопада 2020;
– (2020) «"Звільнення" приносить рабство» (оригінальна назва «"Befreiung’ bringt Unfreiheit»), Junge Freiheit, 30 жовтня 2020;
– (2020) «Звернення до істини – консервативна перспектива» (оригінальна назва «Facing Up to the Truth  - A Conservative Perspective»);
– (2020) «ЄС і США: глобалізм проти національного суверенітету» (оригінальна назва «The EU and the US: Globalism Versus National Sovereignty»), видання «Hungarian Review», том XI, No. 3, травень 2020;
– (2017) «Християнська віра і політика в епоху постмодерну» (оригінальна назва «Christlicher Glaube und Politik in der Postmoderne»), видання «Christentum und politische Liberalität» ред. Філіп В. Хільдманн і Йохан Крістіан Коеке;
– (2016) «Християнський захист брекзіту» (оригінальна назва «A Christian Defense of Brexit»), видання «Think Christian»;
– (2019) «Консервативне відродження на Заході» (оригінальна назва «Conservative Resurgence in the West»), видання «First Things»;
– (2016) «Європа як «м’яка утопія» (оригінальна назва «Europe as a "Soft Utopia"), видання «The Catholic World Report».

## Ставлення до України
В інтерв’ю для одного українського видання Тодд Хайзінга висловив своє ставлення до українців: «По-перше, українці повинні відчувати себе вільними бути українцями. Ви, безумовно, європейці, але в першу чергу ви – українці. Ви повинні почувати себе вільно будувати своє суспільство та політику так, як ви хочете в Україні. І не слід занадто сильно коливатися від поточної плутанини, яка існує на сучасному Заході. Бути українцями, а не американцями… І чому б ви хотіли бути як американці? Бути українцем – це фантастично! І не слухайте занадто багато США, Європи чи когось іншого! Проведіть вільну та відкриту дискусію про те, як ви хочете побудувати демократію в Україні. По-друге, [ред. варто] читати великих людей: великих мислителів та будівельників демократії сучасності. Читати федералістські твори, які також поважає Європа, які були написані на захист американської Конституції, коли йшла дискусія щодо її ратифікації. Там можна знайти скарби реалістичної думки, людської природи та людських істот, що є справжньою. Ви також можете прочитати твори Алексіса де Токвіля щодо демократії».
1. ↑  Біографічна довідка про Тодда Хайзінгу. Процитовано 20.05.2022.
2. ↑  Сторінка Тодда Хайзіги на сайті LinkedIn. Процитовано 20.05.2022.
3. ↑  Інформація про організацію на сайті одного з вищих навчальних закладів США. Процитовано 20.05.2022.
4. ↑  Опис Трансатлантичної християнської ради. Процитовано 20.05.2022.
5. ↑  Стаття про позицію Тодда Хайзінги щодо України, ЄС і НАТО як президента Центру трансатлантичного оновлення. Процитовано 20.05.2022.
6. ↑  Анонс лекції Тодда Хайзінги на сайті одного з вищих навчальних закладів України. Архів оригіналу за 21 жовтня 2020. Процитовано 20.05.2022. [Архівовано 2020-10-21 у Wayback Machine.]
7. ↑  Стаття з політології. Процитовано 20.05.2022.
8. ↑  Стаття про політичну коректність в одному із ЗМІ. Процитовано 20.05.2022.
9. ↑  Одна з книг Тодда Хайзінги. Процитовано 20.05.2022.
10. ↑  Посилання на одну з книг Тодда Хайзінги.
11. ↑  Стаття Тодда Хайзінги «Релігія та безпека у світових справах: етичний вимір». Процитовано 20.05.2022.
12. ↑  Стаття на офіційному сайті видання «Європейський консерватор». Процитовано 20.05.2022.
13. 1 2  видання «Європейський консерватор». Процитовано 20.05.2022.
14. ↑  Офіційний сайт видання «Real clear religion». Процитовано 20.05.2022.
15. ↑  Стаття Тодда Хайзінги «Політика щодо біженців, релігійна свобода набагато більше, ніж політика». Процитовано 20.05.2022.
16. ↑  Стаття Тодда Хайзінги «Звернення до істини – консервативна перспектива». Процитовано 20.05.2022.
17. ↑  Стаття Тодда Хайзінги «Християнський захист брекзіту» у виданні «Think Christian». Архів оригіналу за 8 березня 2021. Процитовано 20.05.2022. [Архівовано 2021-03-08 у Wayback Machine.]
18. ↑  Стаття Тодда Хайзінги «Консервативне відродження на Заході» у виданні «First Things». Процитовано 20.05.2022.
19. ↑  Стаття Тодда Хайзынги «Європа як "м’яка утопія" у виданні «The Catholic World Report». Процитовано 20.05.2022.
20. ↑  Інтерв’ю з Тоддом Хайзінгою у виданні «Християни для України». Процитовано 20.05.2022.